# سیارک ۲۲۳۷
سیارک ۲۲۳۷ (به انگلیسی: 2237 Melnikov، نامگذاری:1938TB) دو هزار و دویست و سی و هفتمین سیارک کشف شده‌است که در ۲ اکتبر ۱۹۳۸ و در رصدخانه سایمیز کشف شد.
قدر مطلق سیارک برابر ۱۱٫۳۰ است.